# ستار تريك: عوالم جديدة غريبة
ستار تريك: عوالم جديدة غريبة هو مسلسل أمريكي قادم من بطولة أنسون ماونت، ريبيكا رومين وإيثان بيك. من المقرر عرض المسلسل على منصة باراماونت+ في 5 مايو 2022.

## وصلات خارجية
- ستار تريك: عوالم جديدة غريبة على موقع IMDb (الإنجليزية)
- ستار تريك: عوالم جديدة غريبة على موقع ميتاكريتيك (الإنجليزية)
- ستار تريك: عوالم جديدة غريبة على موقع روتن توميتوز (الإنجليزية)
- ستار تريك: عوالم جديدة غريبة على موقع كينوبويسك (الروسية)
- ستار تريك: عوالم جديدة غريبة على موقع ألو سيني (الفرنسية)
- ستار تريك: عوالم جديدة غريبة على موقع قاعدة بيانات الفيلم (الإنجليزية)